# Casa Condomines
La casa Condomines és un edifici modernista que fa cantonada entre el C/ Raval Coma i el C/ Fluvià a la vila de Guissona (Segarra) protegit com a bé cultural d'interès local. L'edifici consta de tres pisos i un terrat.
A la planta baixa de la façana principal, trobem dues portes amb una motllura de pedra llisa amb angles arrodonits, recolzades sobre unes columes amb quatre anelles a la base i flors als capitells. Una d'aquestes portes és més petita i presenta un reixat de forja amb les inicials "R A". Entre aquestes dues portes trobem una finestra rectangular amb ampit i el mateix tipus de motllura.
A la primera planta, tres balcons amb baranes de forja i obertures rectangulars amb motllures de pedra llisa i guardapols. Apareixen dues finestres quadrangulars amb motllura i guardapols en cadascun dels extrems d'aquesta façana. A la golfa només hi ha tres obertures rectangulars amb motllura.
La façana que mira al C/ Fluvià presenta una finestra quadrangular amb ampit i reixa a la planta baixa, un balcó rectangular amb barana de forja i guardapols al primer pis, i una petita obertura rectangular amb motllura a la golfa.
Tot l'edifici es corona amb un terrassa amb balustrada de pedra i uns gerros que li donen verticalitat.
Les dues façanes presenten un sòcol de pedra a la planta baixa i un parament amb filades de carreus incisos. Encara es poden apreciar les restes de pintura blanca amb què es va pintar la façana.